# Charity-Gletscher
Der Charity-Gletscher ist ein Gletscher an der Südküste der Livingston-Insel im Archipel der Südlichen Shetlandinseln. Er liegt unmittelbar nördlich des Barnard Point.
Das UK Antarctic Place-Names Committee benannte ihn 1958 nach der Brigg Charity unter Kapitän Charles H. Barnard (1781–1840), die zur US-amerikanischen Robbenfängeflotte gehörte, die zwischen 1820 und 1821 in den Gewässern um die Südlichen Shetlandinseln operierte.